# 네오지오 히어로즈: 얼티밋 슈팅
《네오지오 히어로즈: 얼티밋 슈팅》은 SNK 플레이모어가 플레이스테이션 포터블용으로 제작한 2010년 진행형 슈팅 게임이다. 《더 킹 오브 파이터즈》 출연진이 등장하는 것이 특징으로, 그 외에 《메탈슬러그》, 《사무라이 쇼다운》 등 타 SNK 시리즈들도 찬조출연한다.

## 게임플레이
플레이어의 선호에 따라 게임 화면을 90도 돌려서 세로로 플레이하는 기능을 제공한다.

## 캐릭터
플레이어 캐릭터
- 테리 보가드
- 쿠사나기 쿄
- 아사미야 아테나
- 시라누이 마이
- 야가미 이오리
- 쿨라 다이아몬드
- 이치조 아카리 (월하의 검사)
- 마르코 로시 (메탈슬러그)
- 이로하 (사무라이 쇼다운)
- SYDIII 파일럿 (알파 미션)

보스
- 쿠사나기
- 오로치 이오리
- 루갈 번스타인
- 오로치 야시로
- 오로치 크리스
- 오로치 셸미
- 게닛츠
- 오메가 루갈
- 지오기거스 (월드 히어로즈)

기타
- 닥터 브라운 (월드 히어로즈)

## 출시
일본서 사전예약한 구매자들의 특전으로 해당 게임의 사운드트랙과 《KOF 스카이 스테이지》를 포함한 각종 SNK 슈팅 게임들의 어레인지 사운드트랙이 담긴 CD 음반을 제공했다.

## 내용주
1. ↑  영어: Neo Geo Heroes: Ultimate Shooting, 일본어: ネオジオ ヒーローズ ～アルティメット シューティング～